# Liste der Uranminerale
Die Liste der Uranminerale ist eine alphabetisch geordnete Übersicht von Mineralen, die das Element Uran enthalten. Ebenfalls aufgeführt werden die Summenformeln sowie Mineral-Varietäten, Mineralgruppen und Mischkristallreihen, zu denen teilweise bereits eigene Artikel bestehen.
Eine systematische Liste aller Minerale findet sich dagegen unter Systematik der Minerale nach Strunz (8. Auflage), Systematik der Minerale nach Strunz (9. Auflage) und Systematik der Minerale nach Dana.
| - A = Anerkannt (englisch approved); gilt für Minerale, die nach der Gründung der International Mineralogical Association (IMA) im Jahr 1958 genehmigt wurden - G = Grandfathered (Anerkennung wurde vererbt); gilt für Minerale, die vor der Gründung der IMA entdeckt wurden und im Allgemeinen als gültige Arten gelten - Rd = Nach Neudefinition der chemischen Zusammensetzung anerkannt; gilt für vorhandene Minerale, die während der IMA-Ära neu definiert wurden - Rn = Nach Umbenennung (englisch renamed) anerkannt; gilt für vorhandene Minerale, die während der IMA-Ära umbenannt wurden |  | - D = Diskreditiert (englisch discredited); gilt für Minerale, deren Status als eigenständige Mineralart von der IMA aberkannt wurde oder deren Status bereits zweifelhaft war und von der IMA endgültig abgelehnt wurden - H = Hypothetisches Mineral; chemische Zusammensetzung ist entweder nur synthetisch bekannt oder die Verbindung ist anthropogen Ursprungs (z. B. durch Haldenbrand entstanden) - I = Zwischenglied einer Mischreihe (englisch Intermediate Member); Bsp. Plagioklase, Albit-Anorthit-Reihe - N = Veröffentlicht ohne Anerkennung durch die IMA/CNMNC - Q = Fraglich bzw. Status zweifelhaft (englisch questionable); gilt für schlecht charakterisierte Minerale, deren Anerkennung bezweifelt wird |

## A
| Mineralname          | chemische Formel                    | Status                 | IMA-Nr./Jahr |
| -------------------- | ----------------------------------- | ---------------------- | ------------ |
| Abernathyit          | K(UO2)(AsO4)·3H2O                   | G                      | 1956         |
| Absit                | Ti7U2ThO20·5H2O                     | Varietät von Brannerit | 1952         |
| Adolfpaterait        | K(UO2)(SO4)(OH)(H2O)                | A                      | 2011-042     |
| Agricolait           | K4(UO2)(CO3)3                       | A                      | 2009-081     |
| Agrinierit           | K2(Ca)[(UO2)3O3(OH)2]2·5H2O         | A                      | 1971-046     |
| Albrechtschraufit    | MgCa4F2[UO2(CO3)3]2·17-18H2O        | A                      | 1983-078     |
| Althupit             | AlTh(UO2)7(PO4)4O2(OH)5·15H2O       | A                      | 1986-003     |
| Alwilkinsit-(Y)      | Y(UO2)3(SO4)2O(OH)3(H2O)7·7H2O      | A                      | 2015-097     |
| Ammoniomathesiusit   | (NH4)5(UO2)4(SO4)4(VO5)·4H2O        | A                      | 2017-077     |
| Ammoniozippeit       | (NH4)2[(UO2)2(SO4)O2]·H2O           | A                      | 2017-073     |
| Ammonium-Boltwoodit  | (NH4)2(UO2)2(SiO3)2·5H2O            | H                      |              |
| Ammonium-Uranospinit | NH4UO2AsO4·4H2O                     | H                      |              |
| Ammonium-Weeksit     | (NH4)2(UO2)2(Si2O5)3 ·4H2O          | H                      |              |
| Andersonit           | Na2Ca(UO2)(CO3)3·5-6H2O             | G                      | 1951         |
| Ankoleit             | K2(UO2)2(PO4)2·6H2O                 | H                      |              |
| Arapovit             | (K1-x☐x)(Ca,Na)2U4+Si8O20 [x ≈ 0,5] | A                      | 2003-046     |
| Arsenovanmeersscheit | U(UO2)3(AsO4)2(OH)6·4H2O            | A                      | 2006-018     |
| Arsenuranospathit    | Al(UO2)2(AsO4)2F·20H2O              | A                      | 1978         |
| Arsenuranylit        | Ca(UO2)4(AsO4)2(OH)4·6H2O           | G                      | 1958         |
| Ashanit              | (Nb,Ta,U, Fe,Mn)4O8                 | D                      | 1980         |
| Asselbornit          | (Pb)(UO2)4(BiO)3(AsO4)2(OH)7·4H2O   | A                      | 1980-087     |
| Astrocyanit-(Ce)     | Cu2(Ce)2(UO2)(CO3)5(OH)2·1.5H2O     | A                      | 1989-032     |
| Autunit              | Ca(UO2)2(PO4)2·10-12H2O             | G                      | 1852         |

## B
| Mineralname                  | chemische Formel              | Status                             | IMA-Nr./Jahr |
| ---------------------------- | ----------------------------- | ---------------------------------- | ------------ |
| Barium-Betafit               | (◻,U,Ba,Ca)2(Ti,Nb,Fe)B2O6OH  | N                                  | 1979         |
| Bassetit                     | Fe2+(UO2)2(PO4)2(H2O)10       | G                                  | 1915         |
| Baumoit                      | Ba0,5[(UO2)3O8Mo2(OH)3](H2O)3 | A                                  | 2017-054     |
| Bauranoit                    | BaU2O7·4-5H2O                 | A                                  | 1971-052     |
| Bayleyit                     | Mg2(UO2)(CO3)3·18H2O          | G                                  | 1951         |
| Becquerelit                  | Ca(UO2)6O4(OH)6·8H2O          | G                                  | 1922         |
| Běhounekit                   | U(SO4)2(H2O)4                 | A                                  | 2010-046     |
| Belakovskiit                 | Na7(UO2)(SO4)4(SO3OH)(H2O)3   | A                                  | 2013-075     |
| Bergenit                     | Ca2Ba4(UO2)9O6(PO4)6·16H2O    | G                                  | 1959         |
| Beshtauit                    | (NH4)2(UO2)(SO4)2·2H2O        | A                                  | 2012-051     |
| Betafit (nach Hogarth, 1977) | (Ca,Na,U)2(Ti,Nb,Ta)2O6Z(OH)  | Varietät der Pyrochlor Supergruppe | 1977         |
| Bijvoetit-(Y)                | Y8(UO2)16O8(CO3)16(OH)8·39H2O | Rn                                 | 1987         |
| Billietit                    | Ba(UO2)6O4(OH)6·8H2O          | G                                  | 1947         |
| Bismutopyrochlor             | (Bi,Ca,U,Pb)2-xNb2(O,OH)6(OH) | D                                  | 2010         |
| Blatonit                     | (UO2)(CO3)·H2O                | A                                  | 1997-025     |
| Bluelizardit                 | Na7(UO2)(SO4)4Cl(H2O)2        | A                                  | 2013-062     |
| Bobcookit                    | NaAl(UO2)2(SO4)4·18H2O        | A                                  | 2014-030     |
| Bobfinchit                   | Na[(UO2)8O3(OH)11]·10H2O      | A                                  | 2020-082     |
| Boltwoodit                   | (K,Na)(UO2)(SiO3OH)·1.5H2O    | G                                  | 1956         |
| Brannerit                    | U,Ti2O6                       | A                                  | 1967         |
| Braunerit                    | K2Ca(UO2)(CO3)3·6H2O          | A                                  | 2015-123     |

## C
| Mineralname      | chemische Formel                               | Status               | IMA-Nr./Jahr |
| ---------------- | ---------------------------------------------- | -------------------- | ------------ |
| Calciosamarskit  | (Ca,U4+)Fe3+(Nb,Ta,Ti)2O8                      | G                    | 1928         |
| Calciouranoit    | (Ca,Ba,Pb,K,Na)U2O7·5H2O                       | A                    | 1973-004     |
| Calcioursilit    | Ca4(UO2)4(Si2O5)5(OH)6·15H2O                   | G                    | 1957         |
| Calcurmolit      | (Ca1-xNax)2(UO2)3(MoO4)2(OH)6-x·nH2O           | A                    | 1988         |
| Carlosbarbosait  | (UO2)2Nb2O6(OH)2·2H2O                          | A                    | 2010-047     |
| Carnotit         | K2(UO2)2(VO4)2·3H2O                            | G                    | 1899         |
| Čejkait          | Na4(UO2)(Co3)3                                 | A                    | 1999-045     |
| Chadwickit       | (UO2)(HAsO3)                                   | A                    | 1997-005     |
| Cheralith-(Ce)   | (Ca,Ce,Th,U)[(P,Si)O4]                         | D                    | 1992         |
| Chernikovit      | (H3O)(UO2)(PO4)·3H2O                           | A                    | 1988         |
| Chernobylit      | (Zr,U)SiO4                                     | Varietät von Zirkon  | 1993         |
| Chistyakovait    | Al(UO2)2(AsO4)2F·6.5H2O                        | A                    | 2005-003     |
| Ciprianiit       | Ca4[(Th,U),Ca]Σ2Al(Be0.5◻1.5)Σ2[B4Si4O22](OH)2 | Rd                   | 2001         |
| Clarkeit         | Na(UO2)O(OH)·nH2O                              | G                    | 1931         |
| Cleusonit        | Pb(U4+,U6+)Fe2+2(Ti,Fe2+,Fe3+)18(O,OH)38       | A                    | 1998-070     |
| Cliffordit       | UTe4+3O9                                       | A                    | 1966-046     |
| Cobaltzippeit    | Co(UO2)2(SO4)O2·3.5H2O                         | Rn                   | 1971-006     |
| Coconinoit       | Fe3+2Al2(UO2)2(PO4)4(SO4)(OH)2·20H2O           | A                    | 1965-003     |
| Coffinit         | U(SiO4)·nH2O                                   | G                    | 1956         |
| Compreignacit    | K2(UO2)6O4(OH)6·7H2O                           | A                    | 1964-026     |
| Cousinit         | MgU4+2(MoO4)2(OH)6·2H2O (?)                    | Q                    | 1958         |
| Coutinhoit       | ThxBa1-2x(UO2)2Si5O13·3H2O                     | A                    | 2003-025     |
| Crichtonit       | Sr(Mn,Y,U)Fe2(Ti,Fe,Cr,V)18(O,OH)38            | A                    | 1980         |
| Cuprosklodowskit | Cu(UO2)2(SiO3OH)2·6H2O                         | G                    | 1933         |
| Cuprozippeit     | Cu(UO2)3(SO4)3(OH)2·11H2O (?)                  | Varietät von Zippeit | 1983         |
| Curienit         | Pb(UO2)2(VO4)2·5H2O                            | Rn                   | 1967-049     |
| Curit            | Pb3[(UO2)4O4+x(OH)3-x]2·2H2O                   | G                    | 1921         |

## D
| Mineralname   | chemische Formel                    | Status | IMA-Nr./Jahr |
| ------------- | ----------------------------------- | ------ | ------------ |
| Davidit-(Ce)  | Ce(Y,U)Fe2(Ti,Fe,Cr,V)18(O,OH,F)38  | Rn     | 1966         |
| Davidit-(La)  | La(Y,U)Fe2(Ti,Fe,Cr,V)18(O,OH,F)38  | Rn     | 1987         |
| Deliensit     | Fe2+(UO2)2(SO4)2(OH)2·7H2O          | A      | 1996-013     |
| Deloryit      | Cu4(UO2)Mo2O8(OH)6                  | A      | 1990-037     |
| Demesmaekerit | Pb2Cu5(UO2)2(Se4+ O3)6(OH)6(H2O)2   | A      | 1965-019     |
| Derriksit     | Cu4(UO2)(Se4+O3)2(OH)6              | A      | 1971-033     |
| Dessauit-(Y)  | Sr(Y,U,Mn)Fe2(Ti,Fe,Cr,V)18(O,OH)38 | A      | 1994-057     |
| Dewindtit     | H2Pb3(UO2)6O4(PO4)4·12H2O           | G      | 1922         |
| Dumontit      | Pb2(UO2)3O2(PO4)2·5H2O              | G      | 1924         |
| Dymkovit      | Ni(UO2)2(As3+O3)2·7H2O              | A      | 2010-087     |

## E
| Mineralname | chemische Formel                     | Status | IMA-Nr./Jahr |
| ----------- | ------------------------------------ | ------ | ------------ |
| Elbrusit    | Ca3(U6+0.5Zr1.5)(Fe3+O4)3            | Rn     | 2009-051     |
| Enalit      | (Th,U)O2·nSiO2                       | Q      | 1932         |
| Euxenit-(Y) | (Y,Ca,Ce,U,Th)(Nb,Ta,Ti)2O6          | Rn     | 1987         |
| Ewingit     | Mg8Ca8(UO2)24(CO3)30O4(OH)12(H2O)138 | A      | 2016-012     |

## F
| Mineralname          | chemische Formel                | Status | IMA-Nr./Jahr |
| -------------------- | ------------------------------- | ------ | ------------ |
| Ferganit             | LiH[(UO2)4(VO4)]2(OH)4·2H2O     | Q      | 1908         |
| Fermiit              | Na4(UO2)(SO4)3·3H2O             | A      | 2014-068     |
| Feynmanit            | Na(UO2)(SO4)(OH)·3,5H2O         | A      | 2017-035     |
| Finchit              | Sr(UO2)2(V2O8)·5H2O             | A      | 2015-052     |
| Fluornatropyrochlor  | (Na,Pb,Ca,REE,U)2Nb2O6F         | A      | 2013-056     |
| Fluorplumbopyrochlor | (Pb,Y,Th,U,Na,Ca)2-x(Nb,Ti)2O6F | N      | 2004         |
| Fontanit             | Ca(UO2)3(CO3)2O2·6H2O           | A      | 1991-034     |
| Fourmarierit         | Pb(UO2)4O3(OH)4·4H2O            | G      | 1924         |
| Francevillit         | Ba(UO2)2(VO4)2·5H2O             | Rn     | 2007         |
| Françoisit-(Ce)      | Ce(UO2)3O(OH)(PO4)2·6H2O        | A      | 2004-029     |
| Françoisit-(Nd)      | Nd(UO2)3O(OH)(PO4)2·6H2O        | A      | 1987-041     |
| Fritzscheit          | Mn2+(UO2)2(VO4,PO4)2·4H2O       | G      | 1865         |
| Furongit             | Al4(UO2)4(PO4)6(OH)2(H2O)19,5   | A      | 1982         |

## G
| Mineralname   | chemische Formel                | Status                | IMA-Nr./Jahr |
| ------------- | ------------------------------- | --------------------- | ------------ |
| Gauthierit    | KPb[(UO2)7O5(OH)7]·8H2O         | A                     | 2016-004     |
| Geschieberit  | K2(UO2)(SO4)2·2H2O              | A                     | 2014-006     |
| Gilpinit      | (Cu,Fe3+)(UO2)2(SO4)2(OH)2·6H2O | Varietät von Johannit | 1917         |
| Greenlizardit | (NH4)Na(UO2)2(SO4)2(OH)2·4H2O   | A                     | 2017-001     |
| Grimselit     | K3Na(UO2)(CO3)3·H2O             | A                     | 1971-040     |
| Guilleminit   | Ba(UO2)3(Se4+O3)2O2·4H2O        | A                     | 1964-031     |

## H
| Mineralname            | chemische Formel                           | Status                   | IMA-Nr./Jahr |
| ---------------------- | ------------------------------------------ | ------------------------ | ------------ |
| Haitait-(La)           | LaU4+Fe3+2(Ti13Fe2+2Fe3+)Σ18O38            | A                        | 2019-033a    |
| Haiweeit               | Ca(UO2)2(Si5O12)(OH)2·6H2O                 | A                        | 1962         |
| Hallimondit            | Pb2(UO2)(AsO4)2·nH2O                       | A                        | 1965-008     |
| Haynesit               | (UO2)3(Se4+O3)2(OH)2·5H2O                  | A                        | 1990-023     |
| Heinrichit             | Ba(UO2)2(AsO4)2·10H2O                      | G                        | 1958         |
| Heisenbergit           | (UO2)(OH)2·H2O                             | A                        | 2010-076     |
| Holfertit              | (UO2)1.75Ca0.25TiO4·3H2O                   | A                        | 2003-009     |
| Horákit                | (Bi7O7OH)[(UO2)4(PO4)2(AsO4)2(OH)2]·3.5H2O | A                        | 2017-033     |
| Hügelit                | Pb2(UO2)3(AsO4)2O2·5H2O                    | G                        | 1913         |
| Hydroxy-Petscheckit    | U4+(Fe3+1/3,◻2/3)(Nb,Ta)2O7(O,OH)          | Varietät von Petscheckit | 1991         |
| Hydroxycalciopyrochlor | (Ca,Na,U,☐)2(Nb,Ti)2O6(OH)                 | A                        | 2011-026     |

## I
| Mineralname | chemische Formel       | Status | IMA-Nr./Jahr |
| ----------- | ---------------------- | ------ | ------------ |
| Ianthinit   | U4+2(UO2)4O6(OH)4·9H2O | G      | 1925         |
| Iriginit    | (UO2)Mo6+2O7·3H2O      | G      | 1957         |
| Ishikawait  | (U,Fe,Y)NbO4           | G      | 1922         |

## J
| Mineralname | chemische Formel            | Status | IMA-Nr./Jahr |
| ----------- | --------------------------- | ------ | ------------ |
| Jáchymovit  | (UO2)8(SO4)(OH)14·13H2O     | A      | 1994-025     |
| Ježekit     | Na8[(UO2)(CO3)3](SO4)2·3H2O | A      | 2014-079     |
| Johannit    | Cu(UO2)2(SO4)2(OH)2·8H2O    | G      | 1830         |
| Joliotit    | (UO2)(CO3)·2H2O             | A      | 1974-014     |

## K
| Mineralname  | chemische Formel                 | Status | IMA-Nr./Jahr |
| ------------ | -------------------------------- | ------ | ------------ |
| Kahlerit     | Fe2+(UO2)2(AsO4)2·12H2O          | G      | 1953         |
| Kamitugait   | PbAl(UO2)5(PO4)3O2(OH)2(H2O)11.5 | Rn     | 1983-030     |
| Kamotoit-(Y) | Y2O4(UO2)4(CO3)3·14H2O           | Rn     | 1985-051     |
| Kasolit      | Pb(UO2)(SiO4)·H2O                | A      | 1980         |
| Kivuit       | Th(UO2)4(PO3OH)2(OH)8·7H2O       | D      | 1962         |
| Klaprothit   | Na6(UO2)(SO4)4(H2O)4             | G      | 1942         |
| Kobeit-(Y)   | (Y,U)(Ti,Nb)2(O,OH)6 (?)         | Rn     | 1987         |
| Kroupait     | KPb0.5[(UO2)8O4(OH)10]·10H2O     | A      | 2017-031     |

## L
| Mineralname      | chemische Formel                    | Status | IMA-Nr./Jahr |
| ---------------- | ----------------------------------- | ------ | ------------ |
| Lakebogait       | NaCaFe2H(UO2)2(PO4)4(OH)2·8H2O      | A      | 2007-001     |
| Larisait         | Na(H3O)(UO2)3(Se4+O3)2O2·4H2O       | A      | 2002-061     |
| Leesit           | K(H2O)2[(UO2)4O2(OH)5] · 3H2O       | A      | 2016-064     |
| Lehnerit         | Mn2+(UO2)2(PO4)2·8H2O               | A      | 1986-032     |
| Leószilárdit     | Na6Mg(UO2)2(CO3)6·6H2O              | A      | 2015-128     |
| Lepersonnit-(Gd) | Ca(Gd)2(UO2)24(CO3)8Si4O28·60H2O    | RN     | 1987         |
| Lepersonnit-(Nd) | Nd4(UO2)24(SiO4)4(CO3)8(OH)28·48H2O | A      | 2021-066     |
| Lermontovit      | U4+(PO4)(OH)·H2O                    | G      | 1956         |
| Leydetit         | Fe(UO2)(SO4)2·11H2O                 | A      | 2012-065     |
| Liandratit       | U6+Nb2O8                            | A      | 1975-039     |
| Liebigit         | Ca2(UO2)(CO3)3·11H2O                | G      | 1948         |
| Línekit          | K2Ca3[(UO2)(CO3)3]2·8H2O            | A      | 2012-066     |
| Lussierit        | Na10[(UO2)(SO4)4](SO4)2(H2O)3       | A      | 2018-101     |

## M
| Mineralname           | chemische Formel                            | Status | IMA-Nr./Jahr |
| --------------------- | ------------------------------------------- | ------ | ------------ |
| Magnesioleydetit      | Mg(UO2)(SO4)2·11H2O                         | A      | 2017-063     |
| Magnesiozippeit       | Mg(UO2)2(SO4)O2·3.5H2O                      | Rd     | 1971-007     |
| Magnioursilit         | Mg4(UO2)4(Si2O5)5(OH)6·20H2O                | G      | 1957         |
| Mapiquiroit           | (Sr,Pb)(U,Y)Fe2(Ti,Fe3+)18O38               | A      | 2013-010     |
| Marécottit            | Mg3O6(UO2)8(SO4)4(OH)2·28H2O                | A      | 2001-056     |
| Margaritasit          | Cs2(UO2)2(VO4)2·H2O                         | A      | 1980-093     |
| Markcooperit          | Pb2(UO2)TeO6                                | A      | 2009-045     |
| Markeyit              | Ca9(UO2)4(CO3)13·28H2O                      | A      | 2016-090     |
| Marthozit             | Cu2+(UO2)3(Se4+O3)2O2·8H2O                  | A      | 1968-016     |
| Masuyit               | Pb(UO2)3O3(OH)2·3H2O                        | G      | 1947         |
| Mathesiusit           | K5(UO2)4(SO4)4(VO5)(H2O)4                   | A      | 2013-046     |
| Mckelveyit-(Y)        | NaBa3(CaU)Y(CO3)6·3H2O                      | Rd     | 1964-025     |
| Meisserit             | Na5(UO2)(SO4)3(SO3OH)(H2O)                  | A      | 2013-039     |
| Meitnerit             | (NH4)(UO2)(SO4)(OH)·2H2O                    | A      | 2017-065     |
| Meta-Ankoleit         | K(UO2)(PO4)·3H2O                            | A      | 1963-013     |
| Meta-Autunit          | Ca(UO2)2(PO4)2·6H2O                         | G      | 1904         |
| Metacalciouranoit     | (Ca,Na,Ba)U2O7·2H2O                         | A      | 1971-054     |
| Metahaiweeit          | Ca(UO2)2Si6O15·nH2O                         | A      | 1962         |
| Metaheinrichit        | Ba(UO2)2(AsO4)2·8H2O                        | G      | 1958         |
| Metakahlerit          | Fe2+(UO2)2(AsO4)2·8H2O                      | G      | 1958         |
| Metakirchheimerit     | Co(UO2)2(AsO4)2·8H2O                        | G      | 1958         |
| Metalodèvit           | Zn(UO2)2(AsO4)2·10H2O                       | A      | 1972-014     |
| Metanatroautunit      | Na(UO2)(PO4)·3H2O                           | Rn     | 1987         |
| Metanováčekit         | Mg(UO2)2(AsO4)2·8H2O                        | Rn     | 2007         |
| Metarauchit           | Ni(UO2)2(AsO4)2·8H2O                        | A      | 2008-050     |
| Metasaléeit           | Mg(UO2)2(PO4)2·8H2O                         | G      | 1950         |
| Metaschoepit          | (UO2)8O2(OH)12·10H2O                        | G      | 1960         |
| Metastudtit           | UO4·2H2O                                    | A      | 1981-055     |
| Metatorbernit         | Cu(UO2)2(PO4)2·8H2O                         | G      | 1916         |
| Metatyuyamunit        | Ca(UO2)2(VO4)2·3H2O                         | G      | 1954         |
| Metauramphit          | (NH4)2(UO2)2(PO4)2·6H2O                     | Q      | 1957         |
| Metauranocircit       | Ba(UO2)2(PO4)2·6H2O                         | Rn     | 2022 s.p     |
| Metauranopilit        | (UO2)6(SO4)(OH)10·5H2O                      | Rn     | 2007         |
| Metauranospinit       | Ca(UO2)2(AsO4)2·8H2O                        | Rn     | 2007         |
| Metauroxid            | (UO2)2(C2O4)(OH)2(H2O)2                     | A      | 2019-030     |
| Metavandendriesscheit | PbU7O22·nH2O                                | G      | 1960         |
| Metavanmeersscheit    | U(UO2)3(PO4)2(OH)6·2H2O                     | A      | 1981-010     |
| Metavanuralit         | Al(UO2)2(VO4)2(OH)·8H2O                     | A      | 1970-003     |
| Metazellerit          | Ca(UO2)(CO3)2·3H2O                          | A      | 1965-032     |
| Metazeunerit          | Cu(UO2)2(AsO4)2·8H2O                        | G      | 1937         |
| Meyrowitzit           | Ca(UO2)(CO3)2·5H2O                          | A      | 2018-039     |
| Mianningit            | (☐,Pb,Ce,Na)(U4+,Mn,U6+)Fe3+2(Ti,Fe3+)18O38 | A      | 2014-072     |
| Moctezumit            | Pb(UO2)(Te4+O3)2                            | A      | 1965-004     |
| Moluranit             | H4U4+(UO2)3(MoO4)7·18H2O                    | G      | 1959         |
| Moreauit              | Al3(UO2)(PO4)3(OH)2·13H2O                   | A      | 1984-010     |
| Mourit                | (UO2)(Mo6+)5O16·5H2O                        | A      | 1967         |
| Mundit                | Al(UO2)3(PO4)2(OH)3·5.5H2O                  | A      | 1980-075     |

## N
| Mineralname      | chemische Formel                      | Status | IMA-Nr./Jahr |
| ---------------- | ------------------------------------- | ------ | ------------ |
| Natroboltwoodit  | Na(UO2)(SiO3OH)·H2O                   | Rn     | 2007         |
| Natromarkeyit    | Na2Ca8(UO2)4(CO3)13(H2O)24·3H2O       | A      | 2018-052     |
| Natrouranospinit | Na2(UO2)2(AsO4)2·5H2O                 | Rn     | 2007         |
| Natrozippeit     | Na5(UO2)8(SO4)4O5(OH)3·12H2O          | A      | 1971-004     |
| Navrotskyit      | K2Na10(UO2)3(SO4)9·2H2O               | A      | 2019-026     |
| Nickelzippeit    | Ni2(UO2)6(SO4)3(OH)10·16H2O           | A      | 1971-005     |
| Nielsbohrit      | (K,U,◻)(UO2)3(AsO4)(OH)4·H2O          | A      | 2020-045b    |
| Ningyoit         | (U,Ca,Ce)2(PO4)2·1-2H2O               | A      | 1962         |
| Nitscheit        | (NH4)2[(UO2)2(SO4)3(H2O)2]·3H2O       | A      | 2020-078     |
| Nohlit           | (Ca,Mg,Fe2,Y, etc·,U)2(Nb,Zr,Fe2)3O10 | Q      | 1872         |
| Nollmotzit       | Mg[U5+(U6+O2)2O4F3]·4H2O              | A      | 2017-100     |
| Nováčekit I      | Mg(UO2)2(AsO4)2·12H2O                 | RN     | 2007         |
| Nováčekit II     | Mg(UO2)2(AsO4)2·10H2O                 | RN     | 2007         |

## O
| Mineralname       | chemische Formel             | Status                   | IMA-Nr./Jahr |
| ----------------- | ---------------------------- | ------------------------ | ------------ |
| Oldsit            | K2Fe2+[(UO2)(SO4)2]2(H2O)8   | A                        | 2021-075     |
| Oppenheimerit     | Na2(UO2)(SO4)2·3H2O          | A                        | 2014-073     |
| Orthobrannerit    | U4+U6+Ti4O12(OH)2            | A                        | 1982         |
| Orthowalpurgin    | (UO2)Bi4O4(AsO4)2·2H2O       | A                        | 1994-024     |
| Oswaldpeetersit   | (UO2)2(CO3)(OH)2·4H2O        | A                        | 2000-034     |
| Ottohahnit        | Na6(UO2)2(SO4)5(H2O)7·1.5H2O | A                        | 2015-098     |
| Oursinit          | Co(UO2)2(SiO3OH)2·6H2O       | A                        | 1982-051     |
| Oxynatromikrolith | (Na,Ca,U)2(Ta,Nb)2O6(O,F)    | A                        | 2013-063     |
| Oxynatropyrochlor | (Na,Ca,U)2Nb2O6(O,OH)        | N                        | 2013         |
| Oxy-Petscheckit   | UFe3+2/3◻1/3(Nb,Ta)2O8       | Varietät von Petscheckit |              |
| Oxyuranobetafit   | (U,Ca,◻)2(Ti,Nb)2O6O         | N                        | 2010         |

## P
| Mineralname           | chemische Formel                  | Status                             | IMA-Nr./Jahr |
| --------------------- | --------------------------------- | ---------------------------------- | ------------ |
| Paddlewheelit         | MgCa5Cu2(UO2)4(CO3)12(H2O)33      | A                                  | 2017-098     |
| Paramarkeyit          | Ca2(UO2)(CO3)3·5H2O               | A                                  | 2021-024     |
| Paraschoepit          | UO3·(2-x)H2O                      | Q                                  | 1972         |
| Parsonsit             | Pb2(UO2)(PO4)2                    | G                                  | 1923         |
| Paulscherrerit        | UO2(OH)2                          | A                                  | 2008-022     |
| Péligotit             | Na6(UO2)(SO4)4(H2O)4              | A                                  | 2015-088     |
| Petscheckit           | U4+Fe2+Nb2O8                      | A                                  | 1975-038     |
| Phosphowalpurgin      | (UO2)Bi4O4(PO4)2·2H2O             | A                                  | 2001-062     |
| Phosphuranylit        | KCa(H3O)3(UO2)7(PO4)4O4·8H2O      | G                                  | 1879         |
| Phuralumit            | Al2[(UO2)3(PO4)2O(OH)](OH)3(H2O)9 | A                                  | 1978-044     |
| Phurcalit             | Ca2(UO2)3O2(PO4)2·7H2O            | A                                  | 1977-040     |
| Piretit               | Ca(UO2)3(Se4+O3)2(OH)4·4H2O       | A                                  | 1996-002     |
| Písekit-(Y)           | (Y,As,Ca,Fe,U)(Nb,Ti,Ta)O4        | Q                                  | 1923         |
| Plášilit              | Na(UO2)(SO4)(OH)·2H2O             | A                                  | 2014-021     |
| Plavnoit              | K0.8Mn0.6[(UO2)2O2(SO4)]·3.5H2O   | A                                  | 2015-059     |
| Plumbobetafit         | (Pb,U,Ca)(Ti,Nb)2O6(OH,F)         | Varietät der Pyrochlor Supergruppe | 1969         |
| Plumbopyrochlor       | (Pb,Y,U,Ca)2-xNb2O6(OH)           | Varietät der Pyrochlor Supergruppe | 1966         |
| Polykras-(Y)          | (Y,Ca,Ce,U,Th)(Ti,Nb,Ta)2O6       | Q                                  | 1844         |
| Protasit              | Ba(UO2)3O3(OH)2·3H2O              | A                                  | 1984-001     |
| Przhevalskit          | Pb(UO2)2(PO4)2·4H2O               | Q                                  | 1946         |
| Pseudo-Autunit        | (H3O)4Ca2(UO2)2(PO4)4·5H2O        |                                    | 1965         |
| Pseudojohannit        | Cu3(OH)2[(UO2)4O4(SO4)2]·12H2O    | A                                  | 2000-019     |
| Pseudomarkeyit        | Ca8(UO2)4(CO3)12(H2O)18·3H2O      | A                                  | 2018-114     |
| Pseudomeisserit-(NH4) | (NH4)2Na4[(UO2)2(SO4)5]·4H2O      | A                                  | 2018-166     |

## R
| Mineralname  | chemische Formel                        | Status | IMA-Nr./Jahr |
| ------------ | --------------------------------------- | ------ | ------------ |
| Rabbittit    | Ca3Mg3(UO2)2(CO3)6(OH)4·18H2O           | G      | 1955         |
| Rabejacit    | Ca2[(UO2)4O4(SO4)2](H2O)8               | A      | 1992-043     |
| Rameauit     | K2Ca(UO2)6O6(OH)4·6H2O                  | A      | 1971-045     |
| Ranunculit   | Al(UO2)(PO3OH)(OH)3·4H2O                | A      | 1978-067     |
| Rauchit      | Ni(UO2)2(AsO4)2·10H2O                   | A      | 2010-037     |
| Rauvit       | Ca(UO2)2V10O28·16H2O                    | Q      | 1922         |
| Redcanyonit  | (NH4)2Mn[(UO2)4O4(SO4)2](H2O)4          | A      | 2016-082     |
| Renardit     | Pb(UO2)4(PO4)2(OH)4·7H2O                | Q      | 1928         |
| Richetit     | (Fe3+,Mg)xPb2+8.6(UO2)36O36(OH)24·41H2O | G      | 1947         |
| Rietveldit   | Fe(UO2)(SO4)2(H2O)5                     | A      | 2016-081     |
| Romanit      | (Fe2+,U,Pb)2(Ti,Fe3+)O4                 | Q      | 1990         |
| Roubaultit   | Cu2O2(UO2)3(CO3)2(OH)2·4H2O             | A      | 1970-030     |
| Rutherfordin | UO2(CO3)                                | A      | 1962         |

## S
| Mineralname    | chemische Formel                         | Status | IMA-Nr./Jahr |
| -------------- | ---------------------------------------- | ------ | ------------ |
| Sabugalit      | HAl(UO2)4(PO4)4·16H2O                    | G      | 1951         |
| Saléeit        | Mg(UO2)2(PO4)2(H2O)10                    | G      | 1932         |
| Sayrit         | Pb2(UO2)5O6(OH)2·4H2O                    | A      | 1982-050     |
| Scenicit       | [(UO2)(H2O)2(SO4)]2·3H2O                 | A      | 2021-057     |
| Schmitterit    | (UO2)(Te4+O3)                            | A      | 1967-045     |
| Schoepit       | (UO2)4O(OH)6(H2O)6                       | A      | 1962         |
| Schröckingerit | NaCa3(UO2)(SO4)(CO3)3F·10H2O             | G      | 1873         |
| Seaborgit      | LiK2Na6(UO2)(SO4)5(SO3OH)(H2O)           | A      | 2019-087     |
| Sedovit        | U4+(MoO4)2                               | A      | 1968         |
| Seelit         | Mg(UO2)2(AsO3,AsO4)2·7H2O                | A      | 1992-005     |
| Sejkorait-(Y)  | Y2[(UO2)8O6(SO4)4(OH)2]·26H2O            | A      | 2009-008     |
| Senait         | Pb(Mn,Y,U)(Fe,Zn)2(Ti,Fe,Cr,V)18(O,OH)38 | G      | 1898         |
| Sengierit      | Cu2(UO2)2(VO4)2(OH)2·6H2O                | Rn     | 2007         |
| Shabait-(Nd)   | CaNd2(UO2)(CO3)4(OH)2·6H2O               | A      | 1988-005     |
| Sharpit        | Ca(UO2)3(CO3)4·3H2O                      | G      | 1938         |
| Shinkolobweit  | Pb1.25[U5+(H2O)2(U6+O2)5O8(OH)2](H2O)5   | A      | 2016-095     |
| Shumwayit      | [(UO2)(SO4)(H2O)2]2·H2O                  | A      | 2015-058     |
| Sklodowskit    | Mg(UO2)2(SiO3OH)2·6H2O                   | G      | 1924         |
| Soddyit        | (UO2)2(SiO4)(H2O)2                       | G      | 1922         |
| Spriggit       | Pb3(UO2)6O8(OH)2·3H2O                    | A      | 2002-014     |
| Šreinit        | Pb(UO2)4(BiO)3(PO4)2(OH)7·4H2O           | A      | 2004-022     |
| Štěpit         | U(AsO3OH)2·4H2O                          | A      | 2012-006     |
| Strassmannit   | Al(UO2)(SO4)2F·16H2O                     | A      | 2017-086     |
| Strelkinit     | Na2(UO2)2(VO4)2·6H2O                     | A      | 1973-063     |
| Studtit        | (UO2)(O2)(H2O)2·2H2O                     | G      | 1947         |
| Svornostit     | K2Mg[(UO2)(SO4)2]2·8H2O                  | A      | 2014-078     |
| Swamboit-(Nd)  | Nd0.333[(UO2)(SiO3OH)](H2O)≈2.5          | Rd     | 2017         |
| Swartzit       | CaMg(UO2)(CO3)3·12H2O                    | G      | 1951         |

## T
| Mineralname       | chemische Formel            | Status                | IMA-Nr./Jahr |
| ----------------- | --------------------------- | --------------------- | ------------ |
| Tengchongit       | Ca(U2)6(MoO4)2O5·12H2O      | A                     | 1984-031     |
| Thallium-Carnotit | (K,Tl)2(UO2)2[VO4]2·3H2O    | Varietät von Carnotit | 1972         |
| Thorium-Curit     | Pb3(U,Th)8O24(OH)6 · 2H2O   | Varietät von Curit    |              |
| Thorogummit       | (Th,U)(SiO4)1-x(OH)4x       | D                     | 2014         |
| Thorutit          | (Th,U,Ca)Ti2(O,OH)6         | G                     | 1958         |
| Threadgoldit      | Al(UO2)2(PO4)2(OH)·8H2O     | A                     | 1978-066     |
| Torbernit         | Cu(UO2)2(PO4)2·12H2O        | A                     | 1980         |
| Triangulit        | Al3(UO2)4(PO4)4(OH)5·5H2O   | A                     | 1981-056     |
| Tristramit        | (Ca,U4+,Fe3+)(PO4,SO4)·2H2O | A                     | 1982-037     |
| Trögerit          | (H3O)(UO2)(AsO4)·3H2O       | G                     | 1871         |
| Tyuyamunit        | Ca(UO2)2(VO4)2·5-8H2O       | G                     | 1912         |

## U
| Mineralname     | chemische Formel               | Status                             | IMA-Nr./Jahr |
| --------------- | ------------------------------ | ---------------------------------- | ------------ |
| Ulrichit        | CaCu(UO2)(PO4)2·4H2O           | A                                  | 1988-006     |
| Umohoit         | (UO2)(MoO4)·2H2O               | G                                  | 1953         |
| Upalit          | Al(UO2)3(PO4)2O(OH)·7H2O       | A                                  | 1978-045     |
| Uramarsit       | (NH4)(UO2)(AsO4)·3H2O          | A                                  | 2005-043     |
| Uramphit        | (NH4)(UO2)(PO4)·3H2O           | G                                  | 1957         |
| Urancalcarit    | Ca(UO2)3(CO3)(OH)6·3H2O        | A                                  | 1983-052     |
| Uraninit        | UO2                            | G                                  | 1845         |
| Uranmikrolith   | (Ca,U)2(Ta,Nb)2O6(OH,F)        | D                                  | 2010         |
| Uranocircit II  | Ba(UO2)2(PO4)2·10H2O           | G                                  | 1877         |
| Uranoclit       | (UO2)2(OH)2Cl2(H2O)4           | A                                  | 2020-074     |
| Uranophan-Alpha | Ca(UO2)2(SiO3OH)2·5H2O         | G                                  | 1853         |
| Uranophan-Beta  | Ca(UO2)2(SiO3OH)2·5H2O         | G                                  | 1935         |
| Uranopilit      | (UO2)6(SO4)O2(OH)6·14H2O       | G                                  | 1882         |
| Uranopolykras   | (U,Y)(Ti,Nb,Ta)2(O,OH)6        | A                                  | 1990-046     |
| Uranopyrochlor  | (Ca,U,Na,Ce)2(Nb,Ta)2(O,OH,F)7 | D                                  | 2010         |
| Uranosilit      | (UO2)Si7O15                    | A                                  | 1981-066     |
| Uranospathit    | (Al,☐)(UO2)2F(PO4)2·20H2O      | G                                  | 1915         |
| Uranosphärit    | Bi(UO2)O2(OH)                  | G                                  | 1873         |
| Uranospinit     | Ca(UO2)2(AsO4)2·10H2O          | G                                  | 1873         |
| Uranothorianit  | (U,Th)O2                       | Varietät von Uraninit              | 1884         |
| Uranothorit     | (Th,U)SiO4                     | Varietät von Thorit                | 1979         |
| Uranotungstit   | Fe(UO2)2(WO4)(OH)4·12H2O       | A                                  | 1984-005     |
| Uranpyrochlor   | (Ca,U,Ce)2(Nb,Ti,Ta)2O6(OH,F)  | Varietät der Pyrochlor Supergruppe | 2010         |
| Uroxit          | [(UO2)2(C2O4)(OH)2(H2O)2]·H2O  | A                                  | 2018-100     |
| Urphoit         | U4+6(PO7)7(OH)3 · 4H2O         | N                                  | 1998         |
| Uvanit          | (UO2)2V5+6O17·15H2O (?)        | Q                                  | 1914         |

## V
| Mineralname       | chemische Formel                  | Status | IMA-Nr./Jahr |
| ----------------- | --------------------------------- | ------ | ------------ |
| Vandenbrandeit    | Cu(UO2)(OH)4                      | G      | 1932         |
| Vandendriesscheit | Pb1.6(UO2)10O6(OH)11·11H2O        | G      | 1947         |
| Vandermeerscheit  | K2[(UO2)2V2O8]·2H2O               | A      | 2017-104     |
| Vanmeersscheit    | U(UO2)3(PO4)2(OH)6·4H2O           | A      | 1981-009     |
| Vanuralit         | Al(UO2)2(VO4)2(OH)·8.5H2O         | A      | 1967         |
| Vanuranylit       | (H3O)2(UO2)2(VO4)2·4H2O           | D      | 1965         |
| Vapnikit          | Ca2CaUO6                          | A      | 2013-082     |
| Vochtenit         | Fe2+Fe3+(UO2)4(PO4)4(OH)·12-13H2O | A      | 1987-047     |
| Voglit            | Ca2Cu(UO2)(CO3)4·6H2O             | G      | 1853         |
| Vorlanit          | CaUO4                             | A      | 2009-032     |
| Vyacheslavit      | U4+(PO4)(OH)                      | A      | 1983-017     |
| Vysokýit          | U4+[AsO2(OH)2]4·4H2O              | A      | 2012-067     |

## W
| Mineralname  | chemische Formel            | Status | IMA-Nr./Jahr |
| ------------ | --------------------------- | ------ | ------------ |
| Walpurgin    | Bi4O4(UO2)(AsO4)2·2H2O      | G      | 1871         |
| Weeksit      | (K)2(UO2)2(Si5O13)·4H2O     | A      | 1962         |
| Wetherillit  | Na2Mg(UO2)2(SO4)4·18H2O     | A      | 2014-044     |
| Widenmannit  | Pb2(OH)2[(UO2)(CO3)2]       | A      | 1974-008     |
| Wölsendorfit | Pb7(UO2)14O19(OH)4·12H2O    | G      | 1957         |
| Wyartit      | CaU5+(UO2)2(CO3)O4(OH)·7H2O | A      | 1962         |

## X
| Mineralname  | chemische Formel                 | Status | IMA-Nr./Jahr |
| ------------ | -------------------------------- | ------ | ------------ |
| Xiangjiangit | Fe3+(UO2)4(PO4)2(SO4)2(OH)·22H2O | A      | 1982         |

## Y
| Mineralname        | chemische Formel                       | Status | IMA-Nr./Jahr |
| ------------------ | -------------------------------------- | ------ | ------------ |
| Yingjiangit        | K2Ca(UO2)7(PO4)4(OH)6·6H2O             | A      | 1989-001     |
| Yttrocolumbit-(Y)  | (Y,U,Fe2+)(Nb,Ta)O4                    | Q      | 1987         |
| Yttrokrasit-(Y)    | (Y,Th,Ca,U)(Ti,Fe)2(O,OH)6             | Q      | 1987         |
| Yttromicrolit      | (Ca,YFe3+,U,Na)2-x(Ta,Nb,Ti,FeFe3+)2O7 | Q      | 2010         |
| Yttropyrochlor-(Y) | (Y,Na,Ca,U)1-2(Nb,Ta,Ti)2(O,OH)7       | D      | 2010         |
| Yttrotantalit-(Y)  | (Y,U,Fe2+)(Ta,Nb)(O,OH)4               | Rn     | 1987         |

## Z
| Mineralname | chemische Formel              | Status | IMA-Nr./Jahr |
| ----------- | ----------------------------- | ------ | ------------ |
| Zellerit    | Ca(UO2)(CO3)2·5H2O            | A      | 1965-031     |
| Zeunerit    | Cu(UO2)2(AsO4)2·12H2O         | G      | 1872         |
| Zinkzippeit | Zn(UO2)2(SO4)O2·3.5H2O        | Rn     | 1971-008     |
| Zippeit     | K2[(UO2)4(SO4)2O2(OH)2](H2O)4 | Rd     | 1971-029a    |
| Znucalit    | CaZn11(UO2)(CO3)3(OH)20·4H2O  | A      | 1989-033     |